# 褶皺紋胸鮡
褶皺紋胸鮡，為輻鰭魚綱鯰形目鮡科的其中一種，為溫帶淡水魚類，分布於亞洲印度米佐拉姆邦淡水流域，體長可達12.6公分，棲息在底層水域，生活習性不明。

## 扩展阅读
維基物種上的相關：褶皺紋胸鮡